# Josie Maran

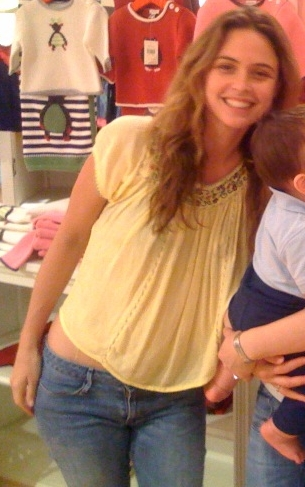
Josie Maran (2008)

Johanna Selhorst „Josie“ Maran (* 8. Mai 1978 in Menlo Park, Kalifornien) ist ein US-amerikanisches Fotomodell, das auch als Schauspielerin arbeitet. Bekannt ist sie aber vor allem durch ihre Fotoaufnahmen für diverse Magazine, wie beispielsweise der  
Sports Illustrated oder für ihr Mitwirken bei der Werbekampagne der Kosmetikfirma Maybelline.

## Leben
Ihr Vater hat polnisch-russische Wurzeln, die Vorfahren ihrer Mutter kamen aus Holland, Frankreich und Deutschland. Ihre Modelkarriere begann im Alter von zwölf Jahren, als ein Talentsucher sie in einem Restaurant entdeckte. Nachdem sie ihre Schulzeit an der Castilleja School absolviert hatte, wandte sie sich wieder verstärkt ihrer Modelkarriere zu. Aufgrund ihrer – für ein Model – geringen Körpergröße von 170 cm arbeitet Maran fast ausschließlich im Printbereich. Maran hat seit ihrer Kindheit eine ungewöhnlich große Blinddarmnarbe, die allerdings bei der Mehrzahl der Fotoaufnahmen herausretuschiert wird. 
Neben unzähligen Werbekampagnen großer namhafter Konzerne wurde sie auch für Fotostrecken verschiedener internationaler Zeitschriften gebucht. Im Jahr 1998 zierte erstmals ihr Konterfei das Titelbild von Glamour, einer renommierten amerikanischen Zeitschrift, nachdem sie zuvor bei Elite Model Management einen Vertrag unterzeichnet hatte. Nach über 25 Werbeproduktionen aller Art gelang es ihr auch in New York City Fuß zu fassen. 1999 wurde sie Nachfolgerin von Christy Turlington in der Werbekampagne des Kosmetikkonzerns Maybelline, der ihr einen hochdotierten Vertrag bescherte. Seit 2001 wird das brünette Model von One Management vertreten.
Zusätzlich zu ihrer Karriere als Model startete Josie Maran 2001 eine Karriere als Schauspielerin mit dem Independentfilm The Mallory Effect. Außerdem war sie in kleinen Rollen in Scorseses Aviator und in Van Helsing zu sehen. 2005 spielte sie die Rolle der Mia im Rennspiel Need for Speed: Most Wanted.
Am 2. Juni 2006 brachte Maran ihr erstes Kind, Rumi Joon, in Los Angeles zur Welt. Der Vater ihrer Tochter ist ihr Lebensgefährte Ali Alborzi. Am 1. Juli 2012 kam ihre zweite Tochter auf die Welt.
Im September 2007 brachte das Model ihre eigene Kosmetiklinie auf den US-Markt.

## Filmografie
- 1997: Musikvideo „Backstreet Boys – Everybody“
- 2002: The Mallory Effect
- 2002: Swatters
- 2004: Van Helsing
- 2004: Die Ex-Freundinnen meines Freundes (Little Black Book)
- 2004: Aviator (The Aviator)
- 2005: The Confession (Kurzfilm)
- 2005: Need for Speed: Most Wanted (CS)
- 2006: The Gravedancers – Ruhe nicht in Frieden (The Gravedancers)